# Léopold Sédar Senghor
Léopold Sédar Senghor (ur. 9 października 1906 w Joal, zm. 20 grudnia 2001 w Verson) – senegalski polityk i poeta. Pierwszy prezydent Republiki Senegalu.

## Życiorys
Urodził się w 1906 roku w miejscowości Joal-la-Portugaise. Pochodził z kupiecko-plantatorskiej rodziny z ludu Sererów. W 1913 roku został wysłany przez rodziców do katolickiej szkoły misyjnej z internatem. Planował zostać księdzem, z czego zrezygnował w wieku 20 lat, kiedy to porzucił szkołę katolicką i przeniósł się do liceum w Dakarze. W 1928 roku korzystając ze stypendium wyjechał do Paryża, gdzie kontynuował naukę w Lycée Louis-le-Grand i na Sorbonie. W trakcie studiów zetknął się z wieloma czarnoskórymi intelektualistami. Szczególnie znajomość z Aimé Césaire’m i Léonem Damasem miała istotny wpływ na powstanie i sformułowanie przez niego w przyszłości koncepcji „négritude”.
Po ukończeniu studiów pracował jako nauczyciel literatury francuskojęzycznej w szkole średniej w Tours. Był pierwszym tak wysoko wykwalifikowanym czarnoskórym nauczycielem we Francji. Od listopada 1933 roku uczestniczył w tworzeniu Towarzystwa Zachodnioafrykańskich Studentów (później został przewodniczącym organizacji). W 1934 roku rozpoczął wydawanie pisma L’Etudiant Noir” („Czarny Student”). W 1937 roku wydał zbiór wierszy „Pigments“. W latach 30. zaangażował się ponadto w politykę. W 1936 roku zasilił listę członków Francuskiej Sekcji Międzynarodówki Robotniczej (SFIO).
Wziął udział w II wojnie światowej jako żołnierz armii francuskiej. Dostał się do niewoli i dwa lata spędził w hitlerowskich obozach koncentracyjnych. Z okresu obozowego pochodzą liczne wiersze Senghora. Następnie uczestniczył w działaniach ruchu oporu. W 1944 roku przez kilka tygodni ukrywał Żydówkę i jej syna. Po wyzwoleniu kraju w 1944 roku zdobył zatrudnienie jako wykładowca w Narodowym Instytucie Zamorskich Terytoriów, w Katedrze Lingwistyki Afrykańskiej. Prowadził badania nad narodową poezją Sererów. W karierze akademickiej udało mu się osiągnąć tytuł profesora. W 1945 roku został wybrany do francuskiego Zgromadzenia Narodowego i Rady Wykonawczej Senegalu. W 1948 roku odszedł z SFIO i utworzył Bloc Démocratique Sénégalais. W 1951 roku ponownie wybrany do Zgromadzenia Narodowego, a w 1956 na burmistrza Thiès. W 1956 utworzył nową partię – Narodowy Blok Senegalski, a w 1959 Senegalski Związek Postępowy reprezentujący nurt socjaldemokratyczny.
W grudniu 1959 roku wygłosił apel, w którym domagał się od Francji przyznania niepodległości. W sierpniu 1960 roku rozpadła się krótkotrwała Federacja Mali, a Senegal stał się niezależną republiką. Senghor odniósł jednoznaczne zwycięstwo w wyborach prezydenckich w 1961. Jako prezydent próbował zmodernizować rolnictwo, zaszczepić poczucie społeczeństwa obywatelskiego i zacieśnić współpracę z sąsiadami (kontynuując przy tym współpracę gospodarczą i wojskową z Francuzami). Opowiadał się za socjalizmem opartym na realiach afrykańskich (tzw. afrykański socjalizm). Socjalistyczne idee Senghora były demokratyczne i humanistyczne, a on sam unikał radykalnych haseł. Umiarkowanie Senghora doprowadziło do jego sporu z premierem Mamadou Dia. Premier opowiedział się za utworzeniem w Senegalu państwa socjalistycznego, typu autorytarnego oraz zerwaniem więzi z Francją. W nocy z 17 na 18 grudnia 1962 roku popierająca Dia część armii przeprowadziła zamach stanu. Pucz nie powiódł się, a Dia został skazany na karę więzienia. 3 marca 1962 roku po referendum zatwierdzono nową konstytucje, zgodnie z nią Senegal stał się republiką prezydencką (co obowiązywało od 1963 do 1970), a oficjalną opcją polityczną republiki ogłoszono „socjalizm afrykański”. Rok później wprowadzono system rządów jednopartyjnych.
Uchodził za rzecznika Trzeciego Świata. Wielokrotnie protestował przeciwko nieuczciwym warunkom handlu, które działały na niekorzyść państw kontynentu. Opowiadał się przeciwko sympatyzującymi z blokiem wschodnim ruchami afrykańskiej lewicy i krytykował politykę bloku wschodniego w Afryce (w tym obecność wojskową Kubańczyków w Angoli). Zrobił wiele dla ochrony praw i wykształcenia kobiet, a w 1976 roku zezwolił na działalność partii opozycyjnych. Od 1976 do 1981 funkcjonował system trójpartyjny. Władzę sprawowała Socjalistyczna Partia Senegalu (tak w 1976 przemianowano Senegalski Związek Postępowy), a opozycję stanowiły liberalna Senegalska Partia Demokratyczna (PDS, założona 1974) i marksistowska Afrykańska Partia Niepodległości (zdelegalizowana w 1960). Od tamtego czasu znaczenie opozycji znacznie wzrosło. Problemami kraju pod rządami Senghora były animozje plemienne i rosnące zadłużenie.
W grudniu 1980 roku dobrowolnie podał się do dymisji. W trakcie rządów jego następcy, Abdou Dioufa sprawował honorowy urząd przewodniczącego Socjalistycznej Partii Senegalu (tak przemianowano w 1976 roku Senegalski Związek Postępowy) oraz wiceprezydenta.

## Frankofonia
W 1981 Senghor odwiedza Frankfurt, gdzie wspiera inicjatywę powstania 
Międzynarodowej Organizacji Frankofonii i staje się jej wiceprzewodniczącym. 
W 1962 ukazuje się założycielski tekst ruchu frankofońskiego jego autorstwa pt. Le français, langue de culture, w którym znajduje się słynna definicja Frankofonii: "ten humanizm i symbioza potencjalnych energii wszystkich kontynentów, narodów, kultur i ras, stają się wzajemnie uzupełnionym i spotęgowanym ciepłem”.
Jego teoria przedstawia ideał uniwersalnej frankofonii, która szanuje różne tożsamości i nie wyklucza nawet współpracy z innymi językami romańskimi.
W 1969 wysłannicy Senghora wyruszają na pierwszą międzyrządową konferencję państw francuskojęzycznych w Niamey  z następującym przekazem:
„Powstanie wspólnoty frankofońskiej może będzie pierwszym takim przedsięwzięciem w historii. Wydarzenie to wskazuje na potrzebę epoki, w której człowiek zagrożony jest przez rozwój technologiczny, mimo że sam jest jego twórcą. Wspólnota ma na celu stworzenie nowego humanizmu, który odnosiłby się zarazem do nas, jak i otaczającego nas wszechświata." 
Leopold Senghor uznawany jest za jednego z założycieli frankofonii wraz z takimi politykami jak Habib Burgiba z Tunezji, Hamani Diori z Nigru oraz Norodom Sihanouk z Kambodży.
W 1971 Sedar Senghor obejmuje patronat nad muzeum La Maison de la Négritude  w Champagney we Francji. Miasta, które jako jedyne w spisywanych przed rewolucją zeszytach skarg (cahiers de doléances) uwzględniło zniesienie niewolnictwa. 
W 1982 został jednym z założycieli l'Association France et pays en voie de développement (Stowarzyszenie Francja i kraje rozwijające się), której głównym celem było ukazanie problemów rozwojowych krajów globalnego południa. Był również członkiem komitetu honorowego la Maison internationale des poètes et des écrivains (Międzynarodowy Dom poetów i pisarzy) w Saint-Malo.

## Członkostwo w Akademii (1983)
W 1978 otrzymuje tytuł Prince de poètes (dosł. Książę poetów), następnie 2 czerwca 1983 roku zostaje wybrany do Akademii Francuskiej. Był pierwszym pisarzem pochodzenia afrykańskiego zasiadającym w coraz mniej hermetycznej Akademii, która trzy lata wcześniej zaprosiła do swojego grona pierwszą kobietę – Marguerite Yourcenar. Ceremonia przyjęcia do grona Nieśmiertelnych miała miejsce 29 marca 1984 w obecności ówczesnego prezydenta Francji François Mitterranda.

## Ceremonia pogrzebowa
Chory Senghor ostatnie lata swojego życia spędza z żoną w Verson w Normandii, gdzie umiera 20 grudnia 2001. Ceremonia pogrzebowa miała miejsce 29 grudnia w Dakarze z udziałem takich osób jak prezydent Senegalu Abdoulaye Wade, były prezydent Abdou Diouf, przewodniczący Zgromadzenia Narodowego we Francji Raymond Forni oraz Charles Josselin, sekretarz stanu do spraw frankofonii w ministerstwie spraw zagranicznych. Prezydent Jacques Chirac pożegnał Senghora słowami „Poezja straciła mistrza, Senegal męża stanu, Afryka wizjonera, a Francja przyjaciela”, jednak nie pojawił się na uroczystości, podobnie jak ówczesny premier Lionel Jospin.
Postawa Francji została odebrana jako brak szacunku i wywołała ostrą polemikę. Przy okazji sporu przypomniano sprawę senegalskich strzelców, którzy po walkach o wyzwolenie Francji musieli czekać ponad 40 lat na prawo do emerytur równych emeryturom strzelców francuskich. Uczony Erik Orsenna, sam mocno przywiązany do Senegalu, jak i całego kontynentu pisze w Le Monde „Jest mi wstyd”. W kręgach literackich nieobecność dwóch najważniejszych osobistości francuskiej sceny politycznej została oceniona jeszcze surowiej. Można było przeczytać:
„Z ontologicznego punktu widzenia – unikając konfrontacji z ogromem intelektualnej siły afrykańskiego poety, złożyli temu piewcy frankofonii najwyższy możliwy hołd i jednocześnie ukazali intelektualne ubóstwo swojej wizji świata.”
Po śmierci senegalskiego poety szesnasty fotel w Akademii zajmuje Valéry Giscard d’Estaing. By złożyć hołd swojemu poprzednikowi, 16 grudnia 2004 wygłasza on zgodnie z tradycją uroczystą przemowę, w której decyduje się ukazać różne oblicza poety:
„Przykładny uczeń, wykorzeniony student, zgłaszający sprzeciwiający się kolonializmowi i niewolnictwu poeta, głos ruchu négritude, a w końcu poeta pogodzony z wpływem Francji na kulturę swojego kraju i poszukujący recepty na współistnienie różnorodnych kultur na świecie.”
29 listopada 2014 prezydent Republiki Francuskiej François Hollande zjawia się na grobie Leopolda Sedara Senghora, w ramach szczytu Frankofonii zorganizowanego w Dakarze, ze słowami „w imieniu wszystkich moich poprzedników i społeczności francuskiej, istotnym było bym złożył w tym miejscu wyrazy uznania i wdzięczności dla prezydenta Senghora” oraz przeprowadza uroczystość otwarcia muzeum Un musée Senghor, które powstało na miejscu dawnej rezydencji senegalskiego prezydenta.

## Poezja
Poezja Senghora pozostaje nierozłączna z działaniem ruchu négritude, który w swych dążeniach pragnął rewaloryzacji Afryki pozbawionej własnego języka i historii. Rozważając nad jego poezją nie możemy oddzielić jego tożsamości poety od polityka. Jego twórczość ewoluowała na przestrzeni kolejnych zbiorów, od uobecnienia kultury afrykańskiej samej w sobie po Absolut czyli nadejście cywilizacji opisanej przez niego w Une Civilisation de l'Universel. Senghor staje się twórcą nowego ducha, który staje na straży takiej wartości jak synteza kultur. Dla przykładu, w zbiorze Éthiopiques autor przypisuje greckie aethiops (czarny; spalony) afrykańskiemu obszarowi geograficznemu.
Senghor definiował négritude bardziej subiektywnie niż Aimé Césaire, którego koncepcja jest raczej polityczna. 
„Oto fundamentalne wartości négritude: rzadki dar wyrażania emocji, egzystencjalna i jednorodna ontologia prowadząca przez mistyczny surrealizm do sztuki zaangażowanej i funkcjonalnej, kolektywnej i aktualnej, której styl charakteryzuje się analogicznym obrazem i asymetrycznym paralelizmem”  (Liberté 3, p.469).

## Dzieła
Poezja
- Chants d’ombre, poèmes, Éditions du Seuil, 1945
- Départ, poème, Édition Poèmes perdus, 1964
- Hosties noires, poèmes, Le Seuil, 1948
- Guélowar ou prince, poèmes, Le seuil, 1948
- Éthiopiques, Le Seuil, 1956
- Nocturnes, poèmes, Le Seuil, 1961
- Lettres d’hivernage, poèmes, Le Seuil, 1973
- Chant pour Jackie Thomson, poèmes, 1973
- Élégies majeures, poèmes, Le Seuil, 1979
- Élégie pour Philippe-Maguilen Senghor pour orchestre de jazz et choeur polyphonique, 3 gravures de Vieira de Silva (Soudainement; La terre; Le ciel), Éditions Jeanne Bucher, 1986.
- Le Lion rouge (hymne national sénégalais)
- Poèmes divers, Le Seuil, 1990
- Hosties noires (regroupe Prière de paix et Élégie pour Martin Luther King), lithographies de Nicolas Alquin, Les Bibliophiles de France, 2006

Eseje
- Anthologie de la nouvelle poésie nègre et malgache de langue française, précédée de Orphée noir par Jean-Paul Sartre, PUF, 1948
- Liberté 1 : Négritude et humanisme, discours, conférences, Le Seuil, 1964
- Liberté 2 : Nation et voie africaine du socialisme, discours, conférences, Le Seuil, 1971
- Liberté 3 : Négritude et civilisation de l’Universel, discours, conférences, Le Seuil, 1977
- Liberté 4 : Socialisme et planification, discours, conférences, Le Seuil, 1983
- Liberté 5 : Le Dialogue des cultures, Le Seuil, 1992
- La Poésie de l’action, dialogue, Stock, 1980
- Dialog mit Afrika und dem Islam (avec Mohamed Talbi), Tübingen, Mohr Siebeck, 1987
- Ce que je crois : Négritude, francité, et civilisation de l’universel, Grasset, 1988

Bajki
- La Belle Histoire de Leuk-le-Lièvre35 (avec Abdoulaye Sadji), Hachette, 1953